# Liste der Straßen und Plätze in Berlin-Alt-Treptow

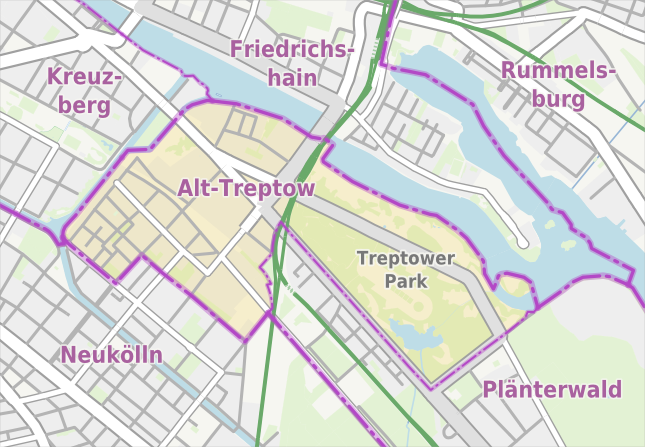
Übersichtskarte von Berlin-Alt-Treptow

Die Liste der Straßen und Plätze in Berlin-Alt-Treptow beschreibt das Straßensystem im Berliner Ortsteil Alt-Treptow mit den entsprechenden historischen Bezügen. Gleichzeitig ist diese Zusammenstellung ein Teil der Listen aller Berliner Straßen und Plätze.

## Überblick
Alt-Treptow ist mit 2,31 Quadratkilometern der kleinste Ortsteil im Bezirk Treptow-Köpenick. Bis zur Verwaltungsreform 2001 war er der namensgebende Ortsteil des ehemaligen Bezirks Treptow. Alt-Treptow liegt im nordwestlichen Teil des Bezirks Treptow-Köpenick und grenzt im Südwesten an Neukölln, im Nordwesten an Kreuzberg, im Nordosten am Südufer der Spree an Friedrichshain sowie im Südosten an Plänterwald.
Im Ortsteil finden sich 30 gewidmete Straßen, hinzu kommen zwei Plätze und (als amtlich zugeordnet) eine Insel. Von diesen Straßen setzen sich acht in den Nachbarortsteilen fort, und vier haben (zumindest) in Teilstücken den Rang einer Bundesstraße. Die Gesamtlänge aller Stadt- und Bundesstraßen im Ortsteil beträgt 16 Kilometer. Der Ortsteil Alt-Treptow hat 13.410 Einwohner (Stand: 31. Dezember 2023) und umfasst den Postleitzahlenbereich 12435.
Der Ortsteil wird – im Norden beginnend – im Uhrzeigersinn folgendermaßen begrenzt: Spreeufer einschließlich Insel der Jugend bis zur Bulgarischen Straße, auf der Parkseite der Bulgarischen Straße und Am Treptower Park (ohne deren Straßenland), Matthesstraße, S-Bahn-Trasse der Ringbahn, über die Kiefholzstraße, Treptower Straße, Heidelberger Straße, Bouchéstraße, Harzer Straße bis zur Lohmühlenbrücke, Landwehrkanal bis zur Treptower Brücke, Am Flutgraben bis zum Spreeufer. Auf dem Abschnitt von der Kiefholzstraße bis zum Spreeufer verlief von 1961 bis 1990 die Mauer. Er ist heute Teil des Berliner Mauerwegs. Durch seine Lage in einer Mauerecke geriet das Gebiet um die Bouchéstraße in eine gewisse Isolierung vom übrigen Ost-Berlin.
Alt-Treptow ist ein Knotenpunkt der Straßen-, Wasser- und Schienenwege der Stadt Berlin. Das Straßensystem nahm seinen Anfang mit der Errichtung des Vorwerks Treptow und der gegen Ende des 18. Jahrhunderts gegründeten Kolonistensiedlung. Für die Infrastruktur bedeutend erwies sich das Anlegen der Berlin–Görlitzer Eisenbahn, die 1867 fertig gestellt wurde, und deren Anschluss an die Stadtbahn im Jahr 1891. Bedeutsam war auch die Berliner Gewerbeausstellung von 1896.
Auf der Elsenbrücke überquert die B 96a die Spree. Die zur B 96a gehörenden großräumigen Straßen im Berliner Straßensystem (An den Treptowers, Elsenstraße, Am Treptower Park, Alt-Treptow, Puschkinallee) wurden in den 1960er und 1970er Jahren ausgebaut, sodass die drei letzteren heute als Einbahnstraßen um den Treptower Park führen. Die Straße Am Treptower Park und die Puschkinallee führen weiter nach Kreuzberg. Die übergeordnete Straßenverbindung Elsenstraße, Karl-Kunger-Straße, Wildenbruchstraße ist eine wichtige Verbindung zu Neukölln. Die geplante Verlängerung der Stadtautobahn soll zunächst bis zur Anschlussstelle Am Treptower Park führen und mit Ein-/ Auffahrten beidseits der Matthesstraße enden. 450 Meter der Kiefholzstraße sind als Ergänzungsstraße kategorisiert.

## Übersicht der Straßen und Plätze
Die nachfolgende Tabelle gibt eine Übersicht über die vorhandenen Straßen und Plätze im Ortsteil sowie einige dazugehörige Informationen.
- Name/Lage: aktuelle Bezeichnung der Straße oder des Platzes. Über den Link Lage kann die Straße oder der Platz auf verschiedenen Kartendiensten angezeigt werden. Die Geoposition gibt die Lage der ungefähren Mitte der Straßenlänge an.
- Im amtlichen Straßenverzeichnis nicht aufgeführte Verkehrswege sind mit * gekennzeichnet.
- Ehemalige oder nicht mehr gültige Straßennamen sind kursiv gesetzt. Für bedeutende ehemalige Straßen oder historische Straßennamen ist gegebenenfalls eine gesonderte Liste vorhanden.
- Länge/Maße in Metern:
Die in der Übersicht enthaltenen Längenangaben sind  gerundete Übersichtswerte, die in Google Earth mit dem dortigen Maßstab ermittelt wurden. Sie dienen Vergleichszwecken und werden, sofern amtliche Werte bekannt sind, ausgetauscht und gesondert gekennzeichnet.
Bei Plätzen sind die Maße in der Form a × b für rechteckige Anlagen und für (ungefähr) dreieckige Anlagen als a × b × c mit a als längster Seite angegeben.
Sofern die Straße auch in benachbarte Ortsteile weiterführt, gibt der Zusatz ‚im Ortsteil‘ an, wie lang der Straßenabschnitt innerhalb des Ortsteils dieses Artikels ist.
- Namensherkunft: Ursprung oder Bezug des Namens.
- Anmerkungen: weitere Informationen über anliegende Baudenkmale oder Institutionen, die Geschichte der Straße und historische Bezeichnungen.
- Bild: Foto der Straße oder eines anliegenden Objektes.

| Name/Lage                     | Länge/Maße (in Metern) | Namensherkunft | Datum der Benennung              | Anmerkungen | Bild |
| ----------------------------- | ---------------------- | --- | -------------------------------- | --- | --- |
| Alt-Treptow (Lage)            | 0400                   | alter Dorfkern von Treptow | 7. Sep. 1909                     | Die Straße Alt-Treptow mit den Grundstücken 1–6, 12, 14–17 (fortlaufend) liegt zwischen der Bulgarischen Straße und dem Übergang zur Puschkinallee am Platz am Spreetunnel. Sie ist Teil der B 96a und Einbahnstraße in nordwestlicher Richtung. Ein westlicher Zufahrtsbogen erschließt die Zufahrt zur Archenhold-Sternwarte. Ein Teil der Straße hieß zunächst Treptower Chaussee und bildete die alte Treptower Dorfstraße. Sie befand sich zwischen dem Platz am Spreetunnel und der Parkstraße, der heutigen Bulgarischen Straße, dort lag das alte Vorwerk Treptow. Zwischen 1908 und 1945 befuhr die Straßenbahn die Straße. Am Grundstück 6 geht der Weg zur Abteiinsel ab. Am westlichen Ende steht der Gaststättenkomplex von Haus Zenner, die Straße kreuzt über den Heidekampgraben. | Restaurant Zenner |
| Am Flutgraben (Lage)          | 0100 (im Ortsteil)     | Flutgraben, der Obere Flutgraben ist ein ehemaliger Holzflößergraben parallel zur Oberschleuse des Landwehrkanals                           | 28. Aug. 1928                    | Die Straße geht als Sackgasse von der Puschkinallee Richtung Norden ab und führt parallel am Südostufer des Flutgrabens an der Grenze zwischen Treptow und Kreuzberg entlang. Die Grundstücke 2 und 3 liegen im Ortsteil, das Grundstück Nummer 1 jedoch an der Oberen Freiarchenbrücke/Puschkinallee gehört zu Kreuzberg. 1943 ist im Adressbuch das Breitersche Haus (heute Nr. 1) anliegend Vor dem Schlesischen Tor genannt. Durch die Lage zwischen West- und Ost-Berlin befand sich auf diesem Gelände der Abschnitt der Berliner Mauer. Direkt am Flutgraben liegen einige gastronomische Betriebe. Südlich der Puschkinallee führt ein amtlich nicht so benannter Weg zwischen Flutgraben und Schlesischem Busch zur Jordanstraße. | Am Flutgraben, Blickrichtung Norden · Todesstreifen auf der Straße Am Flutgraben                                                                      |
| Am Treptower Park (Lage)      | 480 (im Ortsteil)      | Treptower Park, im 19. Jahrhundert angelegter Park                                                                                          | 7. Sep. 1909                     | Die Straße liegt im Ortsteil zwischen Puschkinallee und der westlichen Bahnbrücke unter der Berliner Ringbahn. Im weiteren Verlauf liegt das Straßenland in Plänterwald. Der nordöstliche Straßenrand am Treptower Park bildet die Ortsteilgrenze. Der Hausnummernverlauf folgt dem Prinzip der Hufeisennummerierung, die Grundstücke 1–8 und 14 gehören zum Ortsteil. Der Abschnitt zwischen Bouché- und Elsenstraße wird vom Kasernengelände Am Treptower Park eingenommen, das vom BKA und vom Terrorismusabwehrzentrum genutzt wird. Der größte Teil des Straßenlandes und der südwestlichen Straßenseite liegen in Plänterwald. Bis 1909 war sie Teil der Köpenicker Landstraße. Die 1896 angelegte Straßenbahnstrecke wurde 1973 mit dem Straßenausbau als letzte im Ortsteil stillgelegt. | BKA Am Treptower Park |
| An den Treptowers (Lage)      | 0200                   | Treptowers, Bürohauskomplex | 24. Sep. 1997                    | Die Straße liegt zwischen Elsen- / Ecke Martin-Hoffmann-Straße und der Elsenbrücke. Vor ihrer Umbenennung war es ein Teil der Elsenstraße, die jetzt noch bis zur Martin-Hoffmann-Straße führt, äußerlich lediglich durch eine Abbiegespur zu erkennen. Die verkehrsreiche und laute Straße hat als Anlieger lediglich die Bürohochhäuser Nr. 1, 2, 3. Unter der Straße und der Elsenbrücke hindurch führt der Spreeweg, ein 59 Kilometer langer Wanderweg entlang der Spree und hier Teil des Europawanderwegs E11. | Treptowers |
| Beermannstraße (Lage)         | 0200                   | Beermann, Name einer Treptower Unternehmerfamilie                                                                                           | 9. Sep. 1904 (mit Unterbrechung) | Die Straße liegt zwischen Elsen- und Matthesstraße. Angelegt wurde sie nach dem Bebauungsplan als Straße A. Ab 1938, in der NS-Zeit (1938–1947) wurde der Verkehrsweg umbenannt, da die Familie Beermann jüdischer Herkunft war. Sie hieß danach bis 1947 Mächtigstraße, womit der Gartenbaudirektor Hermann Mächtig geehrt wurde. Am 1. August 1947 erhielt die Straße ihren ersten Namen zurück. An der Straßennordseite Grundstück 3 befindet sich die Rückseite des Park-Centers Treptow. Die südliche Bebauung Grundstücke 2–22 sind Altbauten mit Hinterhöfen zum Bahndamm der ehemaligen Trasse der Görlitzer Bahn hin. Die Kleingartenanlage BLW ‚Alt-Ruhleben‘ in dieser Straße mit 23 Parzellen wurde geräumt, einige Wohnhäuser der Beermannstraße (Nummern 20 und 22) sind 2015 abgerissen worden. Beide Maßnahmen schaffen Platz für den Weiterbau der A 100, deren Trasse am Ostende der Beermannstraße entlangführt und auch an den Ortsteil Plänterwald grenzt. | Beermannstraße, ab Elsenstraße |
| Bernhard-Langwaldt-Weg (Lage) | 0350 (im Ortsteil)     | Kapitän Langwaldt rettete mit seiner Mannschaft zahlreiche Kinder beim Schiffsunglück 1951 in Berlin-Treptow                                | 5. Juli 2016                     | Der Bernhard-Langwaldt-Weg ist ein Fuß- und Radweg östlich parallel am Bahnhof Treptower Park. Er verläuft von der Puschkinallee bis zur Parkwegbrücke. Der Weg wurde 1901 als Parkweg angelegt und im Folgejahr erstmals im Adressbuch aufgeführt. Der Name der nördlich anschließenden Parkwegbrücke über die Spree (parallel zur Bahn- und der Elsenbrücke) blieb bei der Umbenennung 2016 unbeachtet, sie gehört zu Friedrichshain. Ebenso behielt auch die Fortführung des Weges bis zur Straße Alt-Stralau den Namen Parkweg, da sich das Bezirksamt von Friedrichshain-Kreuzberg nicht an der Umbenennung beteiligte. | Parkweg: als Bernhard-Langwaldt-Weg |
| Bouchéstraße (Lage)           | 0990 (im Ortsteil)     | Johann Peter Bouché (1759–1846), Berliner Kommunalpolitiker (Mitglied der Forst- und Oeconomie-Deputation des Magistrats)                   | vor 1890                         | Die Bouchéstraße liegt zwischen der Straße Am Treptower Park und dem Kiehlufer. Der Hausnummernverlauf folgt dem Prinzip der Hufeisennummerierung. Im Ortsteil liegen die Grundstücke 5 und 11–41 (ungerade) und 10a–40 (gerade) zwischen Am Treptower Park und vor der Kreuzung Heidelberger Straße. Von dort bis zur Harzer Straße gehörte das Straßenland von 1961 bis 1989 zum Bau der Berliner Mauer. Der südwestliche Abschnitt der Bouchéstraße jenseits der Harzer Straße liegt insgesamt in Neukölln. Der vorherige Name bis 1889 war Bouchéweg und auf Neuköllner Gebiet Straße 11. Im Jahr 1891 setzte eine intensive Bautätigkeit ein, Bauherren waren der Fiskus, Privatleute und die Görlitzer Eisenbahngesellschaft. Zwischen 1911 und 1923 befuhr eine Straßenbahn die Straße. Entlang des Abschnitts zwischen Harzer Straße und Heidelberger Straße verlief ab 1961 die Berliner Mauer, heute liegt hier ein Abschnitt des Mauerwegs, die Treptower Straßenseite ist teilweise noch unbebaut, da sie nach 1961 abgeräumt wurde um Baufreiheit für die Grenzanlagen zu schaffen. Ausgehend von dem Wohnhaus Schmollerstraße 5 / Ecke Bouchéstraße 33 gelang den DDR-Bürgern Holger Bethke und Michael Becker 1983 eine der bekanntesten DDR-Fluchten. | Bouchéstraße, Blick zur Ecke Jordanstraße · Todesstreifen Bouchéstraße · Bouchéstraße mit Hinterlandmauer                                             |
| Bulgarische Straße (Lage)     | 0780                   | Bulgarien, Land in Südosteuropa | 30. Sep. 1935                    | Die Straße verläuft in nordöstlicher Richtung von der Straße Am Treptower Park / Köpenicker Landstraße über Alt-Treptow / Neue Krugallee bis zur Spree. Als Teil der Bundesstraße 96a ist sie Einbahnstraße bis zur Straße Alt-Treptow. Das Straßenland und die südöstliche Straßenseite liegen in Plänterwald. Von 1842 bis um 1888 trug sie den Namen Park-Allee und von um 1888 bis 1935 den Namen Parkstraße. Die Umbenennung in Bulgarische Straße hatte politische Bedeutung. Sie war Zeichen der Waffenbrüderschaft von Deutschland und Bulgarien im Ersten Weltkrieg und einer gemeinsamen wirtschaftlichen, politischen und kulturellen Interessengemeinschaft beider Staaten. Die 1896 eröffnete Straßenbahnstrecke, die zuletzt bis zur Endhaltestelle Treptow, Rathaus betrieben wurde, ist 1959 stillgelegt worden. | Bulgarische Straße |
| Eichenstraße (Lage)           | 0300                   | Eichen, Baumart, die sich hier in der sogenannten „Vorderheide“ an der ehemaligen Grenze zu Berlin vor der Bebauung befunden hatte          | um 1895                          | Die Eichenstraße geht von der Puschkinallee ab, verläuft über die Martin-Hoffmann-Straße und führt bis zum Spreeufer. Das Gelände der ehemaligen Allgemeinen Berliner Omnibus AG in der Eichenstraße 4 wird vom Veranstalter Arena Berlin genutzt. Ursprünglich wurde die Straße als Zugang zur 1872 gegründeten Beermannschen Fabrik für landwirtschaftliche Maschinen angelegt und endete an der damaligen Hoffmannstraße. Ihre Verlängerung erfolgte am 1. April 2004. | Arena Berlin in der Eichenstraße |
| Elsenstraße (Lage)            | 1000 (im Ortsteil)     | Elsen, andere Bezeichnung für Erlen | 21. Nov. 1895                    | Die Elsenstraße verläuft von der Martin-Hoffmann-Straße und An den Treptowers bis zum Kiehlufer in Neukölln. Der Hausnummernverlauf folgt dem Prinzip der Hufeisennummerierung. In der Elsenstraße 1 befindet sich das Ärztehaus Treptow mit Kunst am Bau, in der Nr. 3 die Vietnamesische Botschaft. Der südwestliche Abschnitt der Straße mit den Hausnummern 42–84 liegt in Neukölln. Von 1842 an trug die Straße den Namen Elsen-Allee und wurde 1895 gemeinsam mit der Straße 42 des Bebauungsplans in ihren heutigen Namen umbenannt. Während der deutschen Teilung war die Elsenstraße durch die Berliner Mauer unterbrochen. Ab 1913 führte eine Straßenbahnstrecke durch die Elsenstraße, sie wurde zwischen 1952 und 1973 stillgelegt. | Die Elsenstraße in Richtung Nordost von der Ecke Kiefholzstraße aus gesehen                                                                           |
| Fanny-Zobel-Straße (Lage)     | 0330                   | Fanny Zobel (1872–1958), Kommunalpolitikerin, Verfolgte des Nationalsozialismus                                                             | 1. Juli 1997                     | Die auf dem ehemaligen Gelände der VEB Elektro-Apparate-Werke Berlin-Treptow „Friedrich Ebert“ angelegte Straße verbindet bogenförmig die Martin-Hoffmann-Straße mit der Eichenstraße, an deren Einmündung die 2006 errichteten Twin-Towers stehen. Hier soll von der Firma Agromex ein Bauprojekt mit Wohnungen und einem Hotel realisiert werden. | TwinTowers an der Fanny-Zobel-Straße · TwinTowers an der Fanny-Zobel-Straße                                                                           |
| Grabowstraße (Lage)           | 0210                   | Wilhelm Grabow (1802–1874), Jurist, preußischer Politiker                                                                                   | 6. Aug. 1937                     | Die Grabowstraße verläuft von der Heidelberger Straße über die Lexisstraße. Bevor sie ihren heutigen Namen erhielt wurde sie als Straße 37 bezeichnet. Am 16. Juni 1960 wurde die Straße um den Abschnitt zwischen der Lexisstraße und der Harzer Straße verlängert. | Grabowstraße |
| Harzer Straße (Lage)          | 0370 (im Ortsteil)     | Harz, Mittelgebirge in Niedersachsen, Sachsen-Anhalt und Thüringen                                                                          | 25. Nov. 1895                    | Die Harzer Straße verläuft von der Lohmühlenstraße bis zur Teupitzer Straße in Neukölln. Ein Abschnitt der Nordostseite der Straße mit den Hausnummern 111–119 gehört zu Alt-Treptow, während der restliche Teil der Straße zu Neukölln gehört. Der Hausnummernverlauf folgt dem Prinzip der Hufeisennummerierung. Die vorherigen Bezeichnungen waren Straße 37 und Straße 33. Entlang des Abschnitts zwischen der Lohmühlenstraße und der Bouchéstraße verlief die Berliner Mauer. | Harzer Straße · Harzer Straße, 1986 |
| Heidelberger Straße (Lage)    | 01200                  | Heidelberg, Stadt in Baden-Württemberg | 10. Juni 1904                    | Das Straßenland der Heidelberger Straße liegt auf ganzer Länge im Ortsteil Alt-Treptow. Die Straße verläuft zunächst von der Lohmühlenstraße bis zur Wildenbruchstraße. Zwischen der Wildenbruchstraße und der Elsenstraße ist sie durch eine Parkanlage unterbrochen und führt dann weiter bis zur Treptower Straße. Zwischen der Bouchéstraße und der Treptower Straße liegen alle Grundstücke an der Südwestseite der Straße (Hausnummern 15 bis 83) im Ortsteil Neukölln. Der Hausnummernverlauf folgt dem Prinzip der Hufeisennummerierung. Die Straße war zuerst als Straße 106 bezeichnet. Zunächst wurde am 11. Januar 1904 der Abschnitt in Rixdorf nach der Stadt Heidelberg benannt. Im Juli des gleichen Jahres wurde der Abschnitt in Treptow mit einbezogen. Am 24. Juni 1960 beschloss der Magistrat von Ost-Berlin, die Heidelberger Straße um die Straße 23a zu verlängern. Die Heidelberger Straße war Ausgangspunkt zahlreicher Tunnelfluchten während der deutschen Teilung, da entlang des Abschnitts zwischen der Bouchéstraße und der Treptower Straße die Berliner Mauer verlief. | Die Heidelberger Straße von der Lohmühlenstraße aus gesehen · Die Heidelberger Straße im Jahr 1986 von der West-Berliner Treptower Straße aus gesehen |
| Isingstraße (Lage)            | 0200                   | Julius von Ising (1832–1898), preußischer General (anderen Angaben zufolge nach Joachim von Ising, Privatgelehrter und Treptower Einwohner) | 30. Nov. 1911                    | Nach dem Bebauungsplan hieß sie zuerst Straße 36. Die Straße verläuft von der Lohmühlenstraße bis zur Krüllsstraße. | Isingstraße, ab Lohmühlenstraße |
| Jordanstraße (Lage)           | 0430                   | Max Jordan (1818–1892), Gründer der chemischen Fabrik in Treptow                                                                            | um 1895                          | Die Straße liegt zwischen Bouchéstraße und Lohmühlenstraße im Industriegebiet, an der Südseite vom Bahndamm der ehemaligen Bahntrasse zum Görlitzer Bahnhof begrenzt. Auf der anderen Straßenseite liegen die Grundstücke 1–4. Auf diesem Gelände befanden sich die Gebäude des ersten Treptower Industriebetriebs, der 1850 gegründeten Jordan’schen Chemischen Fabrik. Später hatte die Actien-Gesellschaft für Anilin-Fabrikation (Agfa) ihren Sitz und in den 1950er Jahren wurden die Gebäude vom Steremat im Elektro-Apparate-Werk Treptow genutzt. Seit der Wende 1990 wurden mehrere Ausgründungen angesiedelt und die Gebäude seither für Gewerbeunternehmen genutzt. 1943 ist das Grundstück 1 mit der Lohmühlenstraße 65, 66 und der 67 verbunden und als Nutzer der Gebäude ist die IG Farbenindustrie Akt.Ges. (Anilinfabrik) verzeichnet. | Jordanstraße / Ecke Lohmühlenstraße |
| Karl-Kunger-Straße (Lage)     | 0780                   | Karl Kunger (1901–1943), Arbeiter, Widerstandskämpfer gegen den Nationalsozialismus                                                         | 24. Aug. 1962                    | Die Straße verläuft von der Lohmühlenstraße bis zur Elsenstraße. Der Hausnummernverlauf folgt dem Prinzip der Hufeisennummerierung. Von 1896 bis 1906 trug das nicht mehr existierende erste Stück der Straße den Namen An der Wiener Brücke und bildete bis zur Sprengung der Brücke 1945 mit der Wiener Straße einen zusammenhängenden Straßenzug. Nach Ausbau trug sie von 1906 bis 1907 den Namen Liststraße und von 1907 bis 1962 Graetzstraße. Von 1911 bis 1973 befuhr die Berliner Straßenbahn die Straße. | Karl-Kunger-Straße, ab Lohmühlenstraße · Karl-Kunger-Straße, 1986                                                                                     |
| Kiefholzstraße (Lage)         | 1250 (im Ortsteil)     | Kiefholz, alter Name für Kieferngehölz | 25. Nov. 1895                    | Teile der Straße verlaufen in Neukölln, Plänterwald und Baumschulenweg. Von 1842 bis 1895 hieß die Straße Kiefholzweg. Die Kiefholzstraße verläuft von der Lohmühlenstraße bis zur Südostallee in Baumschulenweg. Sie führt mit 428 Hausnummern durch vier Berliner Ortsteile und drei Postleitzahlenbereiche und folgt dabei dem Prinzip der Hufeisennummerierung. In Alt-Treptow befinden sich die Hausnummern 1–50 und 394–420. Die Straße war Ausgangspunkt mehrerer Tunnelfluchten während der deutschen Teilung. | Kiefholzstraße |
| Krüllsstraße (Lage)           | 0250                   | Peter Krülls (* 1855), Oberingenieur, Kommunalpolitiker in Treptow                                                                          | 11. Dez. 1909                    | Die Straße verläuft von der Onckenstraße bis zur Kiefholzstraße. Angelegt wurde sie 1907, bebaut 1909 und 1910 erstmals bepflastert. Zunächst wurde sie als Straße 8 bezeichnet. Von 1933 bis 1947 trug sie den Namen Erwin-Moritz-Straße, nach dem SA-Mann Erwin Moritz (1910–1931), der bei gewalttätigen Auseinandersetzungen zwischen Nationalsozialisten und Kommunisten in der Graetzstraße erschossen wurde. | Krüllsstraße, ab Kiefholzstraße |
| Lexisstraße (Lage)            | 0170                   | Wilhelm Lexis (1837–1914), Nationalökonom                                                                                                   | 17. Mai 1930                     | Die Lexisstraße verläuft von der Lohmühlenstraße bis zur Mengerzeile. Wie auch die benachbarten Straßen Mengerzeile, Onckenstraße und Schmollerplatz, ist sie nach bekannten Nationalökonomen benannt. Der Abschnitt zwischen der Grabowstraße und der Lohmühlenstraße wurde erst 1960 mit in die Lexisstraße einbezogen. | Lexisstraße, ab Lohmühlenstraße |
| Lohmühlenstraße (Lage)        | 0680                   | Lohmühlen, die früher hier betrieben wurden                                                                                                 | 26. Juli 1897                    | Die Straße verläuft von der Jordanstraße bis zur Harzer Straße und zum Kiehlufer. Es ist eine ruhige Wohnstraße mit Busanschluss und Nähe zum Görlitzer und zum Treptower Park. Insbesondere die Häuser auf der Westseite haben den freien Blick über den Landwehrkanal, der Schlesische Busch und die Kreuzberger Kneipenszene liegen nah. Auf der Straße liegt ein Stück des mit „15“ markierten Teltower Dörferwegs. Der Hausnummernverlauf folgt dem Prinzip der Hufeisennummerierung. Sie führte zunächst von der Schlesischen Straße am Flutgraben bis zur Harzer Straße an der Lohmühlenbrücke. Der durch die Berliner Mauer abgetrennte Abschnitt im Ortsteil Kreuzberg wurde 1978 entwidmet. Durch die Sperrung der Lohmühlenbrücke war eine wichtige Verbindung innerhalb Neuköllns entfallen, sodass die zu West-Berlin gehörende Harzer Straße am Lohmühlenplatz als Sackgasse endete. 1988 wechselte der nordöstlich der Brücke im Todesstreifen gelegene Platz durch Gebietsaustausch zum Bezirk Neukölln, damit wurde erneut eine westliche Zufahrt zu dem als „Lohmühlenzwickel“ bekannten Gebiet geschaffen. Zwischen 1896 und 1911 befuhren die Linien der BESTAG die Straße. | Lohmühlenstraße · Lohmühlenplatz 1987 vor dem Gebietsaustausch, Blick in die Lohmühlenstraße                                                          |
| Martin-Hoffmann-Straße (Lage) | 0480                   | Martin Hoffmann (1848–1912), Gärtnereibesitzer, Kommunalpolitiker in Treptow                                                                | 1. Dez. 2010                     | Die Martin-Hoffmann-Straße verläuft von der Eichenstraße bis zur Elsenstraße. Sie wurde 1872 als Teil der Eichenstraße angelegt und am 28. Oktober 1899 als eigenständiger Straßenzug in Hoffmannstraße umbenannt. Auf dem Gelände der Hausnummern 15–26 befand sich der Hauptsitz des VEB Elektro-Apparate-Werke Berlin-Treptow „Friedrich Ebert“. Ende des Jahres 2010 erhielt die Straße ihren heutigen Namen. | Martin-Hoffmann-Straße, Blickrichtung Osten |
| Matthesstraße (Lage)          | 0170                   | Wilhelm Matthes (1848–1901), Gemeindevertreter, Gründer der Freiwilligen Feuerwehr in Treptow                                               | 9. Sep. 1904                     | Die Straße liegt zwischen Straße Am Treptower Park und Beermannstraße. Bevor sie ihren heutigen Namen erhielt wurde sie als Straße B bezeichnet. Die Straße ist im Adressbuch 1915 mit „s. Berlin“ für SO 36 verzeichnet und auch noch 1943 als unbebaut entlang der Ringbahn notiert. Heute liegt an der Ostseite der Bahndamm der Ringbahn und westlich der Straße liegt bis zum „Park Center Treptow“ ein Grünstreifen, der für die projektierte Ausfahrt der A 100 zu „Am Treptower Park“ freigehalten wird. | Matthesstraße |
| Mengerzeile (Lage)            | 0120                   | Carl Menger (1840–1921), Nationalökonom | 17. Mai 1930                     | Die Mengerzeile verläuft von der Harzer Straße bis zur Schmollerstraße. Bevor sie ihren heutigen Namen erhielt wurde sie als Straße 39 bezeichnet. Wie auch die benachbarten Straßen Lexisstraße, Onckenstraße und Schmollerplatz, ist sie nach bekannten Nationalökonomen benannt. | Mengerzeile / Ecke Schmollerplatz |
| Onckenstraße (Lage)           | 0120 (im Ortsteil)     | August Oncken (1844–1911), Nationalökonom                                                                                                   | 17. Mai 1930                     | Die Straße verläuft vom Schmollerplatz bis zum Kiehlufer. Der Hausnummernverlauf folgt dem Prinzip der Orientierungsnummerierung. In Alt-Treptow liegt der nordöstliche Abschnitt der Straße mit den Hausnummern 1–16. Der südwestliche Abschnitt der Straße verläuft in Neukölln. Der vorherige Name war Straße 8. Während der deutschen Teilung war die Onckenstraße an der Harzer Straße durch die Berliner Mauer unterbrochen. Wie auch die benachbarten Straßen Lexisstraße, Mengerzeile und Schmollerplatz, ist sie nach bekannten Nationalökonomen benannt. | Onckenstraße, Blickrichtung Südosten |
| Platz am Spreetunnel (Lage)   | 070 × 20               | Straßenbahntunnel unter der Spree | 19. Apr. 1901                    | Der Platz liegt an der Puschkinallee und der Straße Alt-Treptow am Gasthaus Zenner. Ursprünglich war für den Platz der Name Spreeplatz vorgesehen. Er bekam jedoch den Namen Platz am Spreetunnel, da in Charlottenburg bereits ein Spreeplatz existierte. Hier endet der Spreetunnel Stralau–Treptow, durch den von 1899 bis 1932 die sogenannte Knüppelbahn fuhr. | Platz am Spreetunnel |
| Plesser Straße (Lage)         | 0170                   | Pleß, Stadt in Oberschlesien, heute Pszczyna, Geburtsort von Georg Simon, dem Geldgeber für die Anlage der Straße                           | 17. Juli 1912                    | Die Plesser Straße verläuft von der Kiefholzstraße bis zur Karl-Kunger-Straße. Mittig an ihrer Nordseite steht die evangelische Bekenntniskirche. Bevor die Straße ihren heutigen Namen erhielt, wurde sie als Straße 44 bezeichnet. Zwischen 1923 und 1973 befuhr die Berliner Straßenbahn die Straße. | Plesser Straße |
| Puschkinallee (Lage)          | 2050                   | Alexander Puschkin (1799–1837), russischer Dichter, Benennung anlässlich seines 150. Geburtstags                                            | 2. Juni 1949                     | Die Straße verläuft als Verlängerung der Straße Alt-Treptow vom Platz am Spreetunnel bis zur Straße Am Flutgraben und setzt sich an der Schlesischen Brücke über den Landwehrkanal im Ortsteil Kreuzberg als Straße Vor dem Schlesischen Tor fort. Vom südöstlichen Ende bis zur Elsenstraße ist sie als Teil der Bundesstraße 96a Einbahnstraße. An der Puschkinallee befindet sich der Haupteingang zum Sowjetischen Ehrenmal im Treptower Park. Bis 1842 trug der Verkehrsweg den Namen Kastanienallee und von 1842 bis 1949 den Namen Treptower Chaussee. Die in den 1870er Jahren anlegte Pferdebahnstrecke in der Treptower Chaussee wurde 1896 anlässlich Gewerbeausstellung elektrifiziert und zum Platz am Spreetunnel verlängert. 1945 wurde der Straßenbahnverkehr eingestellt, im westlichen Abschnitt 1960. Im Haus Puschkinallee 49 befindet sich ein Wohnheim für Menschen mit schweren Behinderungen, in dem 19 Personen im Alter zwischen 23 und 76 Jahre leben (Stand März 2019). Das zweigeschossige verputzte Gebäude diente gleich nach dem Ende des Zweiten Weltkriegs als Sitz des Sowjetischen Geheimdienstes, einem Vorläufer des KGB in Berlin. Nachdem dieser hier ausgezogen war, wurde die Stadtvilla Botschaft von Ungarn, Albanien und Nicaragua. Die Folgen des Mauerfalls 1989 führten zunächst zum Leerstand des Hauses, bis der Sozialverband Volkssolidarität die Immobilie im Juni 1998 übernahm und sie als Wohnheim eröffnete. – Dank einer Spende eines (nicht näher genannten) internationalen Filmprojekts konnten im Jahr 2018 ein Barfußpfad und eine Entspannungsecke auf dem Grundstück angelegt werden. | Puschkinallee · Grenzübergang Puschkinallee Dezember 1989                                                                                             |
| Schmollerplatz (Lage)         | 0220 × 50              | Gustav Schmoller (1838–1917), Nationalökonom                                                                                                | 17. Mai 1930                     | Der Platz liegt an der Schmollerstraße und der Lexisstraße. Bevor er den Namen Schmollerplatz erhielt, bestand er aus dem Komplex der Straßen 8a, 41 und 39 zwischen der Schmollerstraße und den Straßen 41 und 46 und den Plätzen I, II und III des Bebauungsplans. Der Bereich zwischen der Neuapostolischen Kirche und dem Schmollerplatz 17 wurde im Jahr 1960 in den Schmollerplatz einbezogen. Wie auch die benachbarten Straßen Mengerzeile, Onckenstraße und Lexisstraße, ist der Platz nach bekannten Nationalökonomen benannt. | Schmollerplatz, Blickrichtung Nordosten |
| Schmollerstraße (Lage)        | 0110                   | Gustav Schmoller (1838–1917), Nationalökonom                                                                                                | 2. Juli 1914                     | Die Straße verläuft von der Bouchéstraße bis zum Schmollerplatz. Bevor sie den Namen Schmollerstraße erhielt wurde sie laut Bebauungsplan als Straße 40 bezeichnet. Die Straße ist wie die benachbarten Lexisstraße, Mengerzeile, Onckenstraße und Schmollerplatz nach Nationalökonomen benannt. | Schmollerstraße / Ecke Schmollerplatz |
| Treptower Straße (Lage)       | 0220 (im Ortsteil)     | Treptow, bis 1920 eigenständige Gemeinde, heute als Alt-Treptow Ortsteil von Berlin                                                         | vor 1882                         | Die Straße verläuft von der Böhmischen Straße bis zur Kiefholzstraße. Der Hausnummernverlauf folgt dem Prinzip der Hufeisennummerierung. Ein Teil der Nordwestseite der Straße mit den Hausnummern 51–56 liegt in Alt-Treptow. In diesem Bereich verlief entlang der Straße die Berliner Mauer. Der übrige Teil der Straße liegt in Neukölln. Auf der Karte von 1877 war die Trasse ohne Bezeichnung eingetragen. Die Treptower Straße wurde im Adressbuch von 1882 bereits erwähnt. | Treptower Straße |
| Uferpromenade (Lage)          | 0500                   | Ufer an der Spree | vor 1882                         | Die Uferpromenade ist die nicht amtliche Bezeichnung des Weges an der Spree entlang zwischen Eichenstraße und Treptower Hafen. Die Uferpromenade ist Teil des Inneren Parkrings einem der 20 Grünen Hauptwege Berlins und Abschnitt des Fernweges E 11. Nach Osten geht er in den Parkweg und im Westen zu am Flutgraben weiter. | Uferpromenade |
| Wiesenufer (Lage)             | 0220                   | Wiesenufer war ein Flurname am Landwehrkanal, der einst Wiesengraben hieß.                                                                  | vor 1877                         | Das Wiesenufer verläuft vom Flutgraben (Treptower Brücke), die (1945 gesprengte) Wiener Brücke kreuzend zur Lohmühlenbrücke, am Südostufer des Landwehrkanals entlang. Im ersten Berliner Telefonbuch von 1881 ist mit der Telefonnummer 80 die Anilinfabrik der Aktiengesellschaft für Anilin-Fabrikation mit der Anschrift An der Treptower Brücke/Wiesenufer notiert, die es gemäß einem entsprechenden Foto offenbar schon seit den 1870er Jahren gab. Für 1884 ist das Wiesenufer mit der Anmerkung „geh. zu Rixdorf“ zwischen Cottbuser Damm und Lohmühlenweg im Adressbuch aufgeführt. Das südliche Ufer des westwärts führenden Abschnitts (Neukölln) und das östliche Ufer des nördlichen Abschnitts (Kreuzberg/Treptow) hießen Wiesenufer. Verblieben ist dieser Name gegenüber dem Görlitzer Ufer in Kreuzberg. Der westliche Uferbereich heißt seit 1883 Maybachufer, der nördliche, vormals Cottbusser Ufer, Paul-Lincke-Ufer. Im Jahr 1884 ist das südliche (Rixdorfer) Ufer bebaut und wurde ebenfalls Wiesenufer genannt. Im Jahr 1932 gehörte nur der nördliche Teil bis in Höhe Reichenberger Straße zu Treptow. Im Adressbuch von 1943 ist die Straße für Treptow vermerkt (1935 noch nicht), die dabei genannten Grundstücke 1 und 2 sind mit der Lohmühlenstraße 36 und 35 verbunden, hinzu kommt ein Zimmerplatz. Die Teilung der Stadt infolge des Zweiten Weltkriegs führte dazu, dass der Landwehrkanal bis 1990 auch Ost- und West-Berlin voneinander trennte, das Wiesenufer verblieb vollständig in (Alt-)Treptow. Noch in den 1920er Jahren hatte nur der östliche Bereich des Wiesenufers zu Treptow gehört. Durch diese Lage zwischen den Sektoren wurde das Wiesenufer 1961 in die Grenzanlagen der Berliner Mauer einbezogen und verlor damit seine öffentliche Bedeutung. Nur ein kleiner unbenannter Weg zwischen der ehemaligen Bahntrasse des Görlitzer Bahnhofs und der Lohmühlenbrücke liegt auf dem (jetzigen) Grünstreifen des Mauergeländes. Auf diesem Weg führt der Innere Parkring entlang, der die Berliner Innenstadt umrundet. Er endet im Süden am Lohmühlenplatz vor Neukölln und ist so ein Abschnitt des Mauerweges. | Wiesenufer · Blick von der Görlitzer Bahn auf die Mauer entlang des Wiesenufers · Wiesenufer 2013                                                     |
| Wildenbruchstraße (Lage)      | 0330 (im Ortsteil)     | Ernst von Wildenbruch (1845–1909), Schriftsteller                                                                                           | 13. März 1894                    | Die Wildenbruchstraße verläuft von der Sonnenallee und der Erkstraße im Ortsteil Neukölln bis zur Kiefholzstraße. Der vorherige Name war Straße 12a. Der Teil zwischen Harzer und Kiefholzstraße wurde zwischen 1921 und 1925 benannt. In Alt-Treptow liegen die Hausnummern 35 bis 53. Der südwestliche Abschnitt der Straße verläuft in Neukölln. Zwischen 1961 und 1989 war die Wildenbruchstraße in Höhe Heidelberger Straße durch die Berliner Mauer unterbrochen. | Wildenbruchstraße |

## Parks und sonstige Anlagen von Alt-Treptow
| Name/Lage                 | Fläche (in m²)               | Namensherkunft                                                                                            | Benennung | Anmerkungen | Bild |
| ------------------------- | ---------------------------- | --- | --------- | --- | ---- |
| Insel der Jugend (Lage)   | 027.500                      | Jugendclub auf der Spreeinsel                                                                             | 1896      | Die Insel liegt in der Spree zwischen Treptower Park und dem Forst Plänterwald gegenüber der Halbinsel Stralau. Die Insel wurde im Zuge der Berliner Gewerbeausstellung 1896 aufgeschüttet und hieß zunächst „Treptower Bruch“. Nachdem eine als schottische Klosterruine (Abtei) gestaltete Ausflugsgaststätte ihren Betrieb aufnahm, erhielt sie den Namen „Abteiinsel“. Nach einem Brand wurde die Gaststätte abgerissen, worauf die Stadt Rixdorf die heute noch vorhandene Abteibrücke sowie ein Brückenhaus errichten ließ. Dieses Haus wurde zur Zeit der DDR als Jugendclub genutzt und gab der Insel den Namen. Seit 2010 trägt sie den Namen „Insel Berlin“. |      |
| Schlesischer Busch (Lage) | 074.800                      | Niederwald, buschförmige Sträucher und Bäume an der ehemaligen Berliner Stadtgrenze, dem Schlesischen Tor | 1994      | In der Grünanlage steht einer von insgesamt fünf verbliebenen Wachtürmen der ehemaligen Berliner Mauer. |      |
| Treptower Park (Lage)     | 882.000 (unregelmäßige Form) | Lage in der damaligen Landgemeinde Treptow, aus der 1920 der Verwaltungsbezirk Treptow entstand           | 1888      | Der 88,2 Hektar große Park wurde von 1876 bis 1888 nach Plänen des damaligen städtischen Gartendirektors Gustav Meyer angelegt. Neben einer Vielzahl an Wiesen befinden sich an der Spreeseite der Treptower Hafen, drei Wohnschiffkolonien sowie die Archenhold-Sternwarte. Im westlichen Teil des Parks wurde 1949 ein sowjetisches Ehrenmal errichtet. |      |